# ニヴルヘイム
ニヴルヘイム（ニフルヘイム）（古ノルド語: Niflheimr、「霧の国」または「暗い国」）は、北欧神話の九つの世界のうち、下層に存在するとされる冷たい氷の国。ギンヌンガガプと呼ばれる亀裂を挟んでムスペルヘイムの北方にある。ロキの娘ヘルが投げ込まれた場所であり、時にヘルヘイムと同一視される。
天地創造以前から存在し、ニヴルヘイムには世界樹の根の一つが伸びているが、その下にはフヴェルゲルミルと呼ばれる泉がある。この泉には、ニーズヘッグという大蛇が住み世界樹の根を齧る。フヴェルゲスヴォル、グンスラー、フィヨルム、フィンブルスル、スリーズ、フリーズ、シュルグ、ユルグ、ヴィーズ、レイプト、ギョッルなどの川の源とされているが、このうちギョッルがニヴルヘイムとヘルヘイムを隔てている。そこにはギャラルブルという黄金の橋が架かっており、モーズグズという女巨人が守っていると考えられていた。
また、ニヴルヘイムにはエーリヴァーガルという川があり、凍りながら北のギンヌンガガプに至るとされている。